# Prix Platino 2019
La 6e cérémonie des Prix Platino, organisée par la Entidad de Gestión de Derechos de los Productores Audiovisuales], se déroule le 12 mai 2019 et récompense les films ibéro-américains sortis en 2018.
Le film Roma de Alfonso Cuarón domine la soirée avec cinq prix remportés dont ceux du meilleur film de fiction, du meilleur réalisateur, du meilleur scénario et de la meilleure photographie. Ana Brun remporte le prix de la meilleure actrice pour Les Héritières (Las Herederas) de Marcelo Martinessi; ce film remportant par ailleurs le prix du meilleur premier film. Antonio de la Torre remporte le prix du meilleur acteur pour El reino,.

## Palmarès

### Cinéma

#### Meilleur film de fiction
- Roma de Alfonso Cuarón
  - Champions (Campeones) de Javier Fesser
  - Compañeros (La noche de 12 años) de Alvaro Brechner
  - Les Oiseaux de passage (Pájaros de verano) de Ciro Guerra et Cristina Gallego

#### Meilleur réalisateur
- Alfonso Cuarón pour Roma
  - Alvaro Brechner pour Compañeros (La noche de 12 años)
  - Javier Fesser pour Champions (Campeones)
  - Ciro Guerra et Cristina Gallego pour Les Oiseaux de passage (Pájaros de verano)

#### Meilleure actrice
- Ana Brun pour Les Héritières (Las Herederas)
  - Yalitza Aparicio pour Roma
  - Penélope Cruz pour Everybody Knows (Todos Lo Saben)
  - Marina de Tavira pour Roma

#### Meilleur acteur
- Antonio de la Torre pour El reino
  - Javier Bardem pour Everybody Knows (Todos Lo Saben)
  - Lorenzo Ferro pour L'Ange (El Ángel)
  - Javier Gutiérrez Álvarez pour Champions (Campeones)

#### Meilleur scénario
- Alfonso Cuarón pour Roma
  - Javier Fesser et David Marqués pour Champions (Campeones)
  - Alvaro Brechner pour Compañeros (La noche de 12 años
  - Marcelo Martinessi pour Les Héritières (Las Herederas)

#### Meilleure musique
- Alberto Iglesias pour Yuli
  - Olivier Arson pour El reino
  - Federico Jusid pour Compañeros (La noche de 12 años)
  - Chico Buarque et Edu Lobo pour Le Grand Cirque mystique

#### Meilleur film d'animation
- Un días más con vida
  - La casa lobo
  - Memorias de un hombre en pijama
  - Virus tropical

#### Meilleur film documentaire
- El silencio de otros
  - Camarón, flamenco y revolución
  - La libertad del diablo
  - Yo no me llamo Rubén Blades

#### Meilleur premier film
- Les Héritières (Las Herederas) de Marcelo Martinessi
  - Carmen et Lola de Arantxa Echevarría
  - La familia de Gustavo Rondón Córdova
  - Viaje al cuarto de una madre de Celia Rico Clavellino

#### Meilleur montage
- Alberto del Campo pour El reino

#### Meilleure direction artistique
- Angélica Perea pour Les Oiseaux de passage (Pájaros de verano)

#### Meilleure photographie
- Alfonso Cuarón pour Roma

#### Meilleur son
- Sergio Díaz, José Antonio García, Craig Henighan et Skip Lievsay pour Roma

#### Cinéma et Éducation aux Valeurs
- Champions (Campeones) de Javier Fesser

### Télévision

#### Meilleure mini-série ou télé-série
- Arde Madrid
  - El Marginal
  - La casa de las flores
  - Narcos: Mexico

#### Meilleure actrice dans une mini-série ou une télé-série
- Cecilia Suárez pour La casa de las flores
  - Anna Castillo pour Arde Madrid
  - Inma Cuesta pour Arde Madrid
  - Najwa Nimri pour Derrière les barreaux (Vis a vis)

#### Meilleur acteur dans une mini-série ou une télé-série
- Diego Luna pour Narcos: Mexico
  - Diego Boneta pour Luis Miguel, la série
  - Nicolás Furtado pour El Marginal
  - Javier Rey pour Fariña

### Prix Platino d'honneur
- Raphael